# مؤشر النزاعات
يعتبر مقياس النزاعات الذي صممه موراى أيه.ستراوس في عام 1979  هو الأوسع استخداما في ابحاث العنف المنزلي  وله نسختين بالإضافة للأصلية ؛ نسخة مطورة ونسخة أخرى (الوالدين- الطفل).
تم استخدام المقياس منذ عام 2005  في حوالى 600 بحث مقارن بما في ذلك الدراسات طويلة المدى للمجموعات التي تعرضت للعنف منذ الولادة.
الاستقصاءات التي تمت في الولايات المتحدة الأمريكية تضم اثنين عن العنف الاسرى (عامى 1975 و 1985)  واحداً عن العنف ضد المرأة (عام 1998) والذي طبقاً لستراوس تم استخدام «الإصدار المناصر للمرأة» من المقياس للتقليل من البيانات المتعلقة بارتكاب الإناث للعنف بين الشركاء  والاستقصاء القومى عن سلامة الطفل والمراهقين.
أكبر استقصاء عالمى تم استخدام مقياس النزاعات به كان عام 2006 وهو الدراسة  الدولية عن العنف أثناء المواعدة وبها تم التحقيق في العنف بين الشركاء بين 13,601 طالب جامعى في 32 دولة مختلفة.
في عام 2005 نُشرت مقالة من أهم الانجازات في مجال البحث في العنف بين الشركاء في مجلة العنف بين الاشخاص حيث ادرجت جينيفر لانجهرينشن-رولينج بما أوجده مقياس النزاعات قائلةً «هذا فريد من نوعه إذ مكن الباحثين من الدراسة الكمية للأحداث التي كان يتم تجاهلها اجتماعياً وبشكل غير علنى» 
مع كل هذا تم انتقاد المؤشر كوسيلة قياس للعنف المنزلي بشكل كبير لأنه يستبعد متغيرات ودوافع تساعد في فهم احداث العنف. ويحذر المعهد الوطني للعدالة من أن استخدام المؤشر قد يكون غير مناسب لابحاث العنف بين الشركاء «لأنه لا يقيس السيطرة أو الإكراه أو الدوافع إلى وسائل النزاع» 

## التكوين
تم بناء المؤشرات على الفرضية القائلة بأن الصراع جانب لا مفر منه في جميع التعاملات الإنسانية لكن استخدام الإكراه (العنف والقوة) كوسيلة لحل النزاع شئ مؤذى. يركز المؤشر على «تكتيك النزاعات» – الطريقة التي يعزز بها المرء مصلحته عند النزاع -  كسلوك  ويقيس سلوكيات تكتيكات النزاع لكل من المستجيب وشريكه ومع ذلك فإن المقياس يتجاهل متعمداً المواقف، المشاعر والتقويم المعرفي للسلوكيات  المقاسة  لأن ضحايا العنف بين الشركاء لا يرون أي عنف يُمارس ضدهم وبالتالى فإن تقيمهم المعرفي لوضعهم يؤثر في نتائج المقياس. يشرح ستراوس أن التفاوت بين السلوك والتقويم المعرفي للسلوك هام للغاية لفهم العنف المنزلي وتصميم برامج لمنعه والعلاج منه لكن من الممكن تحديد التفاوت إذا كان هناك أداه مثل مقياس النزاعات الذي يحصل على المعلومات السلوكية.
الدراسة المبنية على المقياس ستتضمن معلومات من المستجيب وشريكه للتحقيق في درجات التماثل أو عدمه بين ردود أفعالهم. يمكن إدارة المقياس عن طريق مقابلة شخصية أو تليفونية، استبيان شخصى و/أو استبيان يدار بواسطة الحاسوب.

### مؤشر النزاعات المطور CTS2
يقيس 39 سلوك  حيث يتم تقسيم كل سلوك أو بند إلى خمس فئات: التفاوض، الإيذاء النفسى، الاعتداء البدنى، الإكراه الجنسى والإصابة ثم يتم تقسيم كل فئة إلى فئتين اصغر: التفاوض يُقسم إلى «تقويمى وعاطفي»  بينما الأربع فئات الأخرى تُقسم إلى ثانوية وحادة وبذلك يصبح لدينا ست بنود في فئة التفاوض وثمانية في فئة الإيذاء النفسى واثنى عشر في الاعتداء البدنى وسبع في الإكراه الجنسى وست في الإصابة.
أمثلة من كل فئة:
- التفاوض: «أظهرت أنى أهتم لأمر شريكى على الرغم من عدم إتفاقنا (عاطفي)؛ واقترحت تسوية للخلاف (معرفي)»
- الإيذاء النفسى: «صرخت في وجه شريكى» (ثانوية) «هددت بإلقاء شئ في وجه شريكى» (حاد)
- الاعتداء البدنى: «قمت بصفع شريكى» (ثانوى) «ضربت شريكى بشكل عنيف» (حاد)
- الإكراه الجنسى: «صممت على علاقة بالرغم من رفض شريكى (دون استخدام القوة)» (ثانوى) «استخدمت العنف (مثل الضرب أو استخدام سلاح) لإقامة علاقة» (حاد)
- الإصابة: «لدى التواء، كدمة أو قطع بسيط بسبب خلاف مع شريكى» (ثانوى)؛ «إحتجت للرجوع إلى طبيب بعد مشاجرة مع شريكى لكنى لم أقم بذلك» (حاد) [3]

أسئلة المقياس المطور تأتى على هيئة ثنائيات. السؤال الأول يسأل المستجيب عن عدد المرات التي قام فيها بتنفيذ كل بند من «أبداً» إلى «أكثر من 20 مرة»  في الفترة المرجعية. السؤال الثانى يسأل عن عدد المرات التي قام فيها الشريك بتنفيذ كل بند  في نفس الفترة المرجعية والفترة الأساسية عادةً 12 شهر لكن يمكن استخدام فترات زمنية أخرى. المقاييس الفرعية التي تقيس درجة الحدة في السلوك للاقل حدة والأكثر حدة تدخل ضمن جميع مؤشرات النزاعات. «بناء على الأذى الأكبر الناتج من الأفعال في المقياس الفرعى الأكثر حدة». يمكن أيضا قياس حدة السلوكيات عن طريق تحليل وتيرة الأفعال وما إن تم الإبلاغ عن أصابة من المستجيب أو الطرف الآخر.

### CTSPC
المؤشرات التي يقيسها (مقياس علاقات الآباء- الأبناء):
- الإيذاء البدنى (بمقاييس فرعية للعقاب الجسدى والعنف الجسدى)
- الإيذاء النفسى
- أساليب تأديبية غير متضمنة للعنف

يتضمن أيضاً المقياس اسئلة إستكمالية حول وقائع الإهمال، الاعتداء الجنسى والتأديب في أسبوع ماضى.

### التقييم
هناك طرق عدة لوضع نقاط في مقياس النزاعات والأساليب المتبعة تتضمن:
- السيادة: نتيجة لنسبة إبلاغ المستجيب عن كونه ضحية أو مرتكب لواحد من البنود (أو عدة بنود) مرة أو أكثر.[5]
- المعدل: عدد المرات التي تكرر فيها بند في السنة الماضية. هذة النقطة تم تحديدها بسبب عينات من عامة السكان «المتوسط الإحصائى منحرف للغاية لأن الوسيلة ليست مناسبة لقياس الميول المركزى» ومع ذلك عينة من المعتدين أو الضحايا لها معدل أعلى بكثير من النقاط «مفيد في قياس مدى إزمان سوء المعاملة» [5]
- مستوى الحدة وانواع التبادلية: يصنف مستوى الحدة كل حالة إلى ثلاث فئات: «بدون»، «ثانوى فقط» أو «حاد» أما أنواع التبادلية فتصنف إلى فئات: «مستجيب فقط»، «شريك فقط» أو «الأثنين» كتب ستراوس عن التبادلية أنها مفيدة في علاج الأزواج لأن أكثر من مئة دراسة وجدت أنه عند حدوث عنف،50 بالمئة أو أكثر تكون من كلا الطرفين.[5][19][20]

## الانتقاد
النقاد يقولون أنه أداه غير فعالة لقياس العنف بين الشركان لأنه على الرغم من قيامه بعد مرات العنف فهو لا يقدم أي معلومة عن السياق الذي يحدث فيه هذه الافعال (منها المباردة، النية، التاريخ أو نمط العنف) وأوضح النقاد انه لا يمكن الفصل بين  السياقات والفعل نفسه وبالتالى فإن المؤشر لا يمثل بدقة خصائص العنف بين الشركاء. يرد ستراوس على الانتقاد قائلاً " فكرة أن مقياس النزاعات للعنف الجسدى معيب لأنه لا يأخذ في الاعتبار السايق، المعنى، الأسباب والعواقب لأحداث العنف مماثل لإعلان أن اختبار قراءة غير صحيح لأنه لا يقدم بيانات عن لماذا يقرأ الطفل بشكل سئ (مثل عدم قراءته للكتب بالمنزل أو امتحان القلق لديه) أو لعدم قياس الأضرار الناتجة عن صعوبات القراءة (مثل عدم الثقة بالنفس أو ترك الدراسة). يرد مايكل كيميل على هذة النقطة قائلا " هذا التشبيه في غير محله تمامًا. إنه أقرب إلى المعلم الذي لا ينظر إلى أي مدى تقع الأخطاء الإملائية من التلميذ أو ما إذا كان هناك نمط في الأخطاء التي قد تشير إلى مشكلة فسيولوجية مثل عسر القراءة أو بعض صعوبات التعلم الأخرى، مقارنة بالكسل الأكاديمي، وبالتالي ترك مشاكل التعلم دون مساس وتوجيه الأموال بعيداً عن البرامج العقابية بعد المدرسة للطلاب الكسالى. " 
وهناك انتقاد آخر للمؤشر إذ أنه يحمل افتراضات أيدولوجية حول العنف المنزلي مثل فكرة أن العنف ناتج عن خلاف وليس محاولة شريك السيطرة على الطرف الآخر. كما أن المؤشر يقيس فترة سنة ماضية ويفشل في اكتشاف أنماط منهجية مستمرة من سوء المعاملة  ويستثنى أيضاً أحداث العنف التي تقع بعد الانفصال أو الطلاق  كذلك لا يقيس سوء المعاملة الاقتصادية، استخدام الأطفال في التلاعب بالشريك، الانعزال أو التهديد وهي كلها مقاييس للعنف من وجهة نظر دفاعية عن الضحية.
مشكلة منهجية أخرى هي أن موثوقية الفاحص (احتمال أن يستجيب الثنائي المقاس بالمثل) تقترب من الصفر بالنسبة للثنائى المكون من زوج وزوجة الذين تم اختبارهم. أي أن فرص زوجين معينين للإبلاغ عن إجابات مماثلة حول الأحداث التي مر بها كلاهما ليست أكبر من فرصة. فيما يتعلق بأكثر البنود تشددًا في مقياس النزاعات، يكون اتفاق الزوج / الزوجة أقل من فرصة في الواقع: "فيما يتعلق بعنصر الضرب "، كان التوافق لا شيء: على الرغم من وجود مجيبين من كلا الجنسين ادعوا أنهم قاموا بالضرب واولئك الذين ادعوا انهم كانوا الطرف المتلقي، لم يكن هناك زوج واحد ادعى فيه أحد الطرفين أنه قد قام بالضرب والآخر تلقى الضرب. " 